# Sulcarius ustulatus
Sulcarius ustulatus är en stekelart som beskrevs av Henry Keith Townes, Jr. 1983. Sulcarius ustulatus ingår i släktet Sulcarius och familjen brokparasitsteklar. Inga underarter finns listade i Catalogue of Life.